# Skotsk korsnäbb
Skotsk korsnäbb (Loxia scotica) är en tätting i familjen finkar som är endemisk för Skottland och Storbritanniens enda endemiska ryggradsdjur.

## Utseende och läten
Skotsk korsnäbb är liksom övriga korsnäbbar en knubbig fink med stort huvud, långa vingar och djupt kluven stjärt samt framför allt en näbb med korslagda näbbhalvor, en anpassning för att kunna äta frön från kottar.
Könen skiljer sig åt tydligt, där hanen är tegelröd på huvud, undersida och övergump och honan istället grågrön. Rygg, vingar och stjärt är brunaktiga på båda könen. Skotsk korsnäbb är mycket lik både större och mindre korsnäbb och ett mellanting både i storlek (15,5–17 centimeter lång) och näbbstorlek. Den anses ha urskiljbart grövre näbb än mindre korsnäbb, men att skilja den från större korsnäbb tros vara mycket svårt i fält. Även lätena är intermediära.

## Utbredning och systematik
Fågeln förekommer enbart i tallskogar i norra Skottland,  i östra Highlands och särskilt kring Nairn, Moray och Banff ner till nedre Deeside samt i Sutherland. Troligen skiftar utbredningsområdet beroende på födotillgången.
Artstatusen för skotsk korsnäbb är mycket kontroversiell och har behandlats som underart till antingen större eller mindre korsnäbb. Först 1980 erkändes den som egen art i Storbritannien. Senare studier har visat att lätet är distinkt och att arten är reproduktivt isolerad från både större och mindre korsnäbb. Alla de större internationella taxonomiska auktoriteterna erkänner skotsk korsnäbb som en god art.

## Ekologi
Skotsk korsnäbb häckar i låglänta skogar och bestånd av tall, inklusive öppna och uppvuxna plantage. Vintertid påträffas den ofta i lärkträd samt i planteringar med contortatall och sitkagran, men även i rymligt tallandskap med ljung. Den häckar från januari-februari till juni. Den lägger tre till fyra ägg i ett stort skålformat bo gjort av kvistar, ljung, gräs, mossa, löv, fjädrar, med mera. Boet placeras sex till åtta meter över marken, oftast i en gammal tall.
Fågeln livnär sig huvudsakligen av tallfrön om de finns tillgängliga, annars frön, blommor, knoppar och skott från lärk, gran, ädelgran douglasgran eller bok.

## Status
Världspopulationen för skotsk korsnäbb uppskattas till endast 4100-11400 par, men tros inte minska i antal och kategoriseras därför trots allt av IUCN som livskraftig.